# 巴孔
巴孔（法語：Baccon，法語發音：[bakɔ̃]）是法国卢瓦雷省的一个市镇，位于该省西部，属于奥尔良区。

## 地理
巴孔（47°53'28"N, 1°37'43"E）面积33.02 平方千米，位于法国中央-卢瓦尔河谷大区卢瓦雷省，该省份为法国中北部省份，北起埃松省，西北接厄尔-卢瓦省，西南接卢瓦-谢尔省，南至涅夫勒省和谢尔省，东临约讷省，东北接塞纳-马恩省。
与巴孔接壤的市镇（或旧市镇、城区）包括：库尔米耶、博斯拉罗迈讷、维莱尔曼、勒巴尔东、沙尔松维尔、克拉旺、莫沃河畔于索、卢瓦尔河畔默恩。

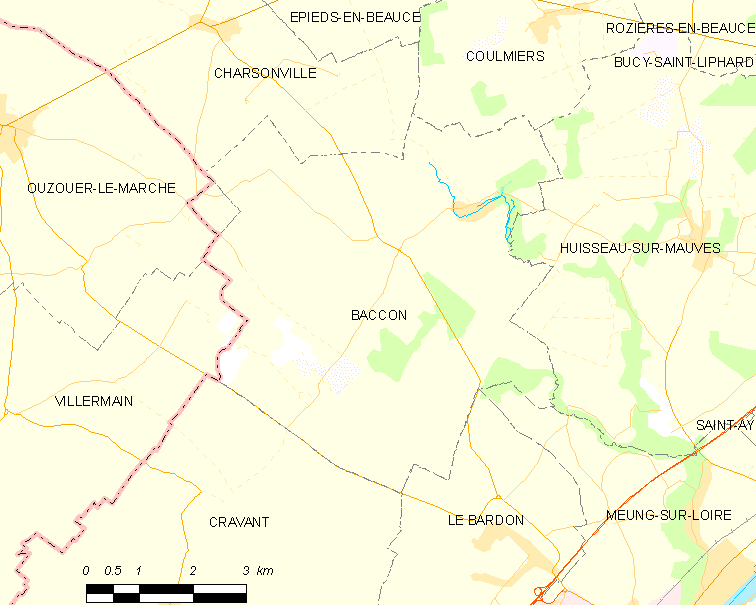
巴孔的OSM定位图

巴孔的时区为UTC+01:00、UTC+02:00（夏令时）。

## 行政
巴孔的邮政编码为45130，INSEE市镇编码为45019。

## 政治
巴孔所属的省级选区为博让西县。

## 人口

1962-2008年间巴孔人口变化图示

巴孔于2022年1月1日时的人口数量为643人。